# تفجير البطحاء
تفجير البطحاء  وهو تفجير انتحاري بواسطة حزام ناسف في منطقة البطحاء في الناصرية في العراق حدث يوم 5 يناير 2012 واستهدف زائرين شيعة متوجهين سيراً على الاقدام إلى كربلاء خلال ذكرى الاربعين

## خلفية
يحيي الشيعة في كل عام ذكرى الاربعين وهو ذكرى مرور اربعين يوماً على واقعة الطف وشهادة الامام الحسين بالسير على الاقدام إلى كربلاء من مختلف أنحاء العراق وبالخصوص مدن الجنوب والوسط منه وتقوم اعداد كبيرة منهم بنصب سرادق ومخيمات كبيرة لايواء الزائرين وتقديم الطعام والشراب المجاني لهم وقد تعرضت هذه الشعيرة إلى المنع أيام نظام صدام حسين الا انه بعد سقوطه في 2003 أخذ الشيعة يسيرون باعداد هائلة بالرغم من الانفجارات والهجمات الارهابية المتكررة عليهم.

## التخطيط للعملية
حسب اعترافته فقد كان حسين شاطي هو العقل المدبر للعملية حيث يقول ان شخصاً يدعى بهجت الكردي ينتمي إلى حركة انصار الإسلام اتصل به قبل مدة من عملية التفجير واكد له وجوب تنفيذ عملية كبيرة في الناصرية الهدف منها اعلامي وليس على أساس طائفي أو مذهبي ويقول حسين وافقت من فوري على الاشتراك لانني اخاف ان يقتلوني وقام الشاطي بالاتصال بهاشم خضير وهو يعمل شرطياً في الشرطة الاتحادية في بغداد لكنه من سكنة البطحاء وطلب منه تهيئة حزام ناسف وشخص انتحاري لتنفيذ العملية ثم قام حسين شاطي بالاتصال بفراس الكرخي وهو شخص لديه خبرة في عمليات التفخيخ وصناعة الاحزمة الناسفة وطلب منه تهيئة الحزام والانتحاري فوافق وتعهد بذلك ثم يضيف حسين انه وفراس الكرخي ذهبوا إلى مدينة حصيبة الحدودية حيث التقوا بشخص كبير بالسن حيث ساروا بسيارة هذا الشخص مسافة نحو 20 كم في طريق ترابي داخل صحراء حتى وصولهم إلى بيوت من الخيم للبدو حيث ترجل هذا الشخص من السيارة ثم دخل إلى أحد تلك البيوت وخرج بعد قليل برفقه شاب عمره نحو 35 سنة يحمل هوية أحوال مدنية عراقية إلا أن حسين يؤكد ان لهجته كانت سورية يقول حسين عدنا إلى بغداد وبالتحديد إلى مدينة الأعظمية في مكان اعيش به مع عائلتي وأسكنت الإرهابي في إحدى غرف الدار لمدة يومين حتى وصول فراس الكرخي الذي جاء ومعه حزام ناسف يحتوي على كمية كبيرة من المتفجرات، وقام بتدريب الانتحاري على كيفية تفجيره ثم ذهب كل من حسين شاطي والإرهابي إلى محطة مرأب العلاوي وركبا القطار والانتحاري يرتدي الحزام الناسف من دون أن يتعرض لأية اجراءات تفتيش من جانب الأمن ويضيف حسين وصلنا فجرا إلى البطحاء وقد قمنا بالقفز من القطار بعد أن خفف سرعته قبل الوصول إلى المحطة فجرا بطلب من هاشم خضير الذي كان بانتظارنا في المحطة مرتدياً زي الشرطة وواصل الثلاثة المسير وقد قام هاشم بنزع الحزام من الانتحاري ليخبئه في إحدى غرف داره في البطحاء وقام حسين باصطحاب الانتحاري إلى الناصرية للمبيت عند صديق لم يكن يعرف شيئاً عن الموضوع ويقول حسين في صباح اليوم التالي الموافق الأربعاء 4 يناير ذهبنا إلى دار هاشم لتهيئة الحزام الناسف وعدنا أيضا للمبيت في الناصرية في اليوم نفسه وفي صباح يوم الخميس 5 يناير 2012وهو يوم تنفيذ العملية سلم حسين الانتحاري إلى هاشم وعاد إلى بغداد فيما يقول هاشم انه تسلم الانتحاري وقام بإلباسه الحزام الناسف وأخذه إلى مكان يضم حشوداً كبيرة من الزائرين تنفيذا لتعليمات حسين شاطي واكد انه فارقه في مكان يبعد عن موقع الحادث بنحو 3 كم

## التفجير
كانت منطقة البطحاء غرب الناصرية تعج بالزائرين المتوجهين سيراً إلى كربلاء والمواكب التي تقدم لهم الطعام والشراب وبعد الظهر قام الإرهابي سوري الجنسية الذي يرتدي الحزام الناسف بتفجير نفسه وسط الجموع عند نقطة تفتيش تابعة للجيش العراقي وذلك بعد أن انقض عليه الملازم السني نزهان الجبوري من اهالي الحويجة في كركوك والجندي علي أحمد سبع وهو من اهالي ديالى محاولان منع تفجير الحزام الناسف إلا أن شخصاً كان يحمل جهاز تحكم عن بعد قام بتفجير الحزام مما أدى إلى مقتل نزهان الجبوري وعلي سبع ومايقرب 41 شخصاً فيما اصيب 72 اخرون بجروح البعض منها خطيرة

## مسؤولية تنظيم القاعدة
في وقت لاحق أعلن تنظيم القاعدة في العراق مسؤوليته عن تفجير البطحاء وذلك في بيان لوزارة الاعلام في مايسمى دولة العراق الإسلامية وتم نشره على مواقع إلكترونية معتمدة لدى التنظيم

## الحكم على منفذي الجريمة
بعد القبض عليهم واعترافهم بمسؤوليتهم عن التفجير والتخطيط له وتقديمهم إلى محكمة جنايات الناصرية برئاسة رئيس المحكمة القاضي عزيز شنته الجابري وتلا القاضي الحكم النهائي على كل من حسين شاطي وهاشم خضير بالإعدام شنقا حتى الموت